# Lijst van Timbalandproducties
Deze lijst geeft een overzicht van singles en albums geproduceerd door Timbaland. De lijst is gesorteerd op titels.

## 4
- 4 Minutes - single van Madonna

## A
- Aaliyah - album van Aaliyah
- All Good Things (Come to an End) - single van Nelly Furtado
- Apologize - single van "Timbaland presents OneRepublic"
- Are You That Somebody? - single van Aaliyah
- Ayo Technology - single van 50 Cent

## C
- Cheers - album van Obie Trice
- Cry Me a River - single van Justin Timberlake

## D
- Dirt off Your Shoulder/Lying from You - single van Jay-Z & Linkin Park
- Do It - single van Nelly Furtado
- Doll Domination - album van Pussycat Dolls
- Don't Know What to Tell Ya - single van Aaliyah

## F
- FutureSex/LoveSounds - album van Justin Timberlake

## G
- Give It to Me - single van Timbaland, Nelly Furtado & Justin Timberlake
- Good Girl Gone Bad - album van Rihanna

## H
- Hard Candy - album van Madonna
- Hoodstar - album van Chingy

## I
- I Care 4 U - album van Aaliyah
- I'm So Fly - single van Lloyd Banks
- In a Perfect World... - album van Keri Hilson

## L
- Loose - album van Nelly Furtado
- LoveStoned - single van Justin Timberlake

## M
- Maneater - single van Nelly Furtado
- Miles Away - single van Madonna
- More Than a Woman - single van Aaliyah
- My Love - single van Justin Timberlake

## O
- One in a Million - album van Aaliyah

## P
- PCD - album van Pussycat Dolls
- Part of Me - single van Chris Cornell
- Promiscuous - single van Nelly Furtado

## R
- Return the Favor - single van Keri Hilson
- Right Round - single van Flo Rida

## S
- Say It Right - single van Nelly Furtado
- Scream - single van Timbaland
- SexyBack - single van Justin Timberlake

## T
- The Way I Are - single van Timbaland, Keri Hilson & D.O.E.
- Try Again - single van Aaliyah

## U
- Under Construction, Part II - album van Timbaland & Magoo

## W
- Wait a Minute - single van Pussycat Dolls
- We Need a Resolution - single van Aaliyah